# Beilun (häradshuvudort i Kina, Zhejiang Sheng, lat 29,92, long 121,84)
Beilun (kinesiska: 北仑, 新碶, 北仑区, 新碶镇) är en häradshuvudort i Kina. Den ligger i provinsen Zhejiang, i den östra delen av landet, omkring 160 kilometer öster om provinshuvudstaden Hangzhou. Antalet invånare är 612 267. Befolkningen består av 290 778 kvinnor och 321 489 män. Barn under 15 år utgör 10,0 %, vuxna 15-64 år 82 %, och äldre över 65 år 7,0 %.
Runt Beilun är det mycket tätbefolkat, med 1 692 invånare per kvadratkilometer. Beilun är det största samhället i trakten. I omgivningarna runt Beilun växer i huvudsak blandskog.
Genomsnittlig årsnederbörd är 1 981 millimeter. Den regnigaste månaden är juni, med i genomsnitt 355 mm nederbörd, och den torraste är januari, med 68 mm nederbörd.